# Taenaris celsa
Taenaris celsa är en fjärilsart som beskrevs av Hans Fruhstorfer 1904. Taenaris celsa ingår i släktet Taenaris och familjen praktfjärilar. Inga underarter finns listade i Catalogue of Life.